# Stade omnisports Modibo-Keïta
Le stade omnisports Modibo-Keïta a été construit à Bamako au Mali, en 1967. Il porte le nom du premier président du Mali indépendant. Il a été rénové en 2002 pour la Coupe d'Afrique des nations de football 2002. Sa capacité est de 35 000 places.
On organise des concerts, des prêches et plein d'autres.

## Historique et présentation
Le stade omnisports est construit dans la période au cours de laquelle le gouvernement malien, encouragée par l’aile marxisante de son parti unique, entretient des liens privilégiés avec le bloc communiste. L’URSS participe ainsi à de grands chantiers, tel que le stade de Bamako, « construction colossale, dont l’architecture est totalement à l’image du régime soviétique ». 
Le stade comprend une arène principale gazonnée et éclairée et un terrain annexe, une piste d’athlétisme en tartan de 8 couloirs, une salle de musculation, un dojo, un pavillon pour le basket-ball, le volley-ball, le handball qui fait aussi salle de spectacles et de cinéma, un terrain de tennis, une piscine olympique avec deux bassins, et plusieurs terrains d'entraînement.
La piscine olympique fait partie du programme de réhabilitation d'infrastructures sportives lié au Programme de développement économique et social (PDES). Des travaux débutés le 6 mars 2009 pour un montant de près d'un milliard de francs CFA financé par le budget spécial d’investissement (BSI) va doter la piscine, en plus du grand bassin, d'un petit bassin, d'une pataugeoire pour les enfants et d'espaces de loisirs et de détente.
Le pavillon des sports du stade Modibo Keïta a été rénové en 2011 en vue de l’Afrobasket Dames 2011 qui s'est déroulé du 23 septembre au 2 octobre 2011. le nombre de places assises passe de 925 à 1100.